# Gavin Kerr
Gavin Kerr (Newcastle upon Tyne, 3 aprile 1977) è un ex rugbista a 15 britannico di ruolo pilone.
Geometra, ha indossato la maglia della Nazionale scozzese per la prima volta il 16 febbraio 2003 contro l'Irlanda (36-6 per gli irlandesi).